# Obtectomera
Obtectomera — клада лускокрилих з інфраряду Різнокрилі метелики (Heteroneura). Це природна монофілетична група, що містить 80% видів від усіх сучасних метеликів.

## Опис
Дана група характеризується тим,  що лялечки є нерухомості або принаймні їхні з першого по четвертий сегмент черевної частини є нерухомими. Види Obtectomera, які не відносяться до Macrolepidoptera, мають гусениці, які живуть усередині своїх кормових рослин. У найбільшої надродини Pyraloidea є кілька видів, які харчуються детритом. Гусінь Macrolepidoptera є вільноживучою.

## Надродини
Домінуюча підгрупа містить Macrolepidoptera близько 115,000 відомих видів. Крім того, надродина Pyraloidea має близько 17500 відомих видів. Інші п'ять надродин мають менше 1000 описаних видів.
- Obtectomera
  - Whalleyanoidea
  - Immoidea
  - Copromorphoidea
  - Hyblaeoidea
  - Pyraloidea
  - Thyridoidea
  - Macrolepidoptera
    - Mimallonoidea
    - Lasiocampoidea
    - Bombycoidea
    - Noctuoidea
    - Drepanoidea
    - Geometroidea
    - Axioidea
    - Calliduloidea
    - Rhopalocera
      - Hedyloidea
      - Hesperioidea
      - Papilionoidea